# DJ Hero
DJ Hero är ett musikspel utvecklat av FreeStyleGames där spelaren tar på sig rollen som en DJ. Spelet påminner om Guitar Hero, men istället för en gitarr använder man en turntable som spelkontroll. Det finns en specialutgåva av spelet som innehåller fler låtar med artisterna Eminem och Jay-Z. Det finns sammanlagt 102 låtar i hela spelet och man kan spela på de fem olika svårighetsgraderna Beginner, Easy, Medium, Hard samt Expert.